# Anastrophyllum lignicola
Anastrophyllum lignicola là một loài rêu trong họ Anastrophyllaceae. Loài này được D. B. Schill & D.G. Long mô tả khoa học đầu tiên năm 2002.